# Clark Kimberling
Clark Kimberling, ameriški matematik, glasbenik in skladatelj, * 7. november, 1942. 
Kimberling je profesor matematike na Univerzi v Evansvilleu. V glavnem se ukvarja z znamenitimi točkami trikotnika, celoštevilskimi zaporedji in himnologijo (znanostjo o himnah).
Doktorat je opravil leta 1970 na Tehnološkem inštitutu Illinoisa pod Sklarovim mentorstvom . Od leta 1994 se ukvarja največ z vzdrževanjem Enciklopedije znamenitih točk trikotnika (Encyclopedia of Triangle Centers), ki je dosegljiva tudi na internetu.